# Camps de Can Quintanes
Els Camps de Can Quintanes són uns camps de conreu del terme municipal de Bigues i Riells, al Vallès Oriental, dins del territori del poble de Riells del Fai.
Estan situats a prop i al sud-oest de la masia de Can Quintanes, en el lloc habitualment ocupat per les quintanes -terres de conreu a prop dels murs del mas- dels masos.